# プラザ掛洞

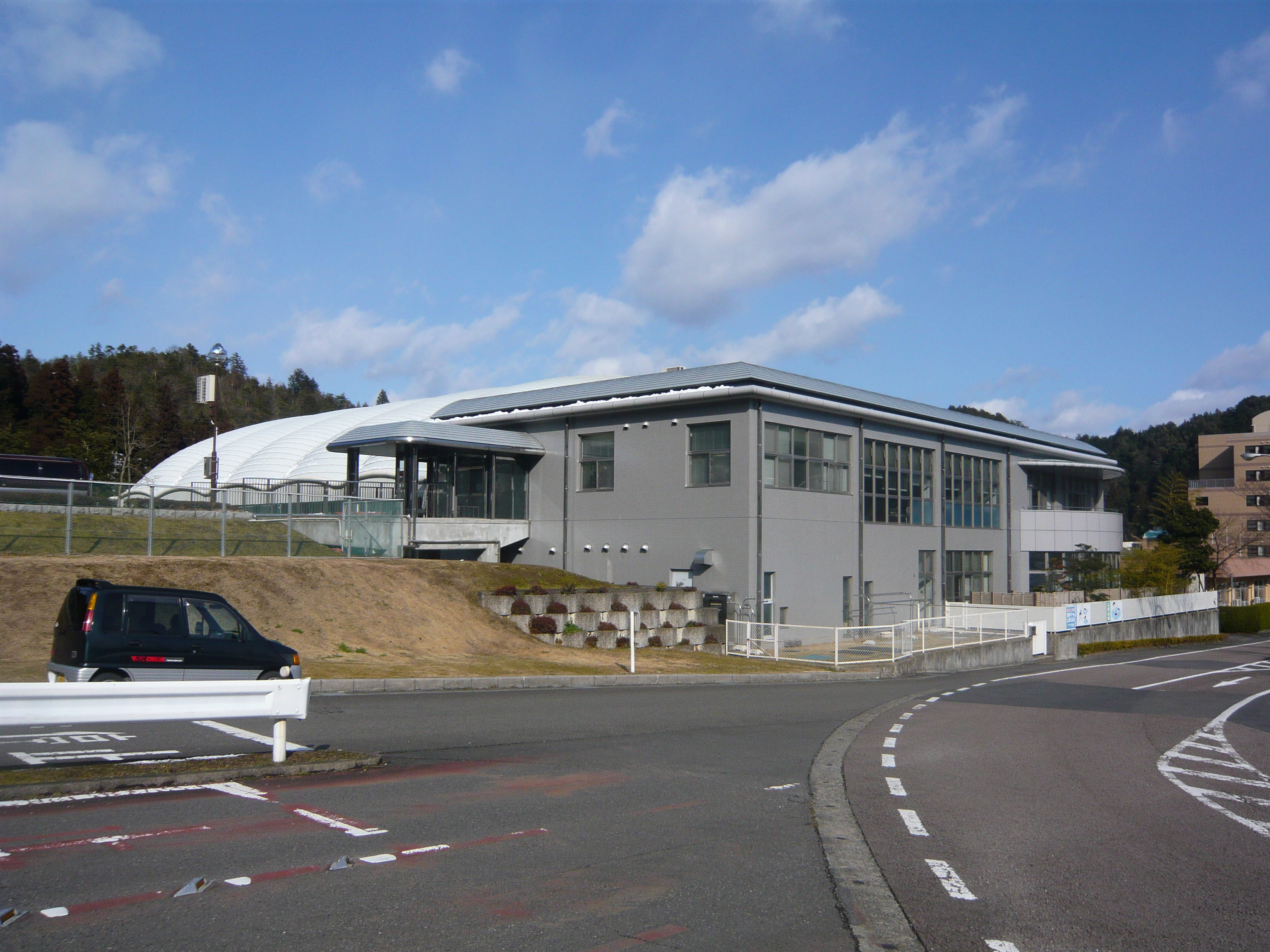
プラザ掛洞

プラザ掛洞（プラザかけぼら）は、岐阜県岐阜市にある掛洞プラントの余熱利用施設である。1994年（平成6年）7月に着工、1995年(平成7年)10月にオープン。
室内温水プールと浴場を備え持つ岐阜市所有の施設で、指定管理者制度により「技研・昭和　プラザ掛洞管理業務特別共同体」が管理運営を行っている。
岐阜県で初めてとなる「温水プール」と「浴場」を併設したごみ焼却余熱利用の施設で、掛洞プラントで作られた蒸気を元に温水プールと浴場をはじめ、館内の冷暖房等を行っている。なお独自のボイラ設備も併設されているため、プラント休止時でも営業が可能となっている。

## 施設概要
- 建物構造：鉄筋コンクリートおよび、鉄骨造、2階建
- 建物規模：延床面積約2,100m2

室内温水プール
- 25メートル温水プール（6コース、水深1〜1.2m）
- スパイラルスライダー（全長40m（岐阜県内最長）、高低差5m）
- 子供プール（水深0.5m、ゾウの滑り台あり）

使用時の注意事項
- 日常、オムツを使用している乳幼児等は入場不可。
- 小学2年生以下の入場は、大人同伴が必要（大人1名に児童2名まで）。大人も水着の着用が必要。
- 子供プールのみ浮き輪使用可能。
- 身長120cm以下は、スパイラルスライダー使用不可。
- 水泳帽子着用。

浴場
喫茶コーナー
和室・会議室

## 沿革
- 1981年（昭和55年）9月1日：掛洞プラントの関連施設として掛洞苑（入浴施設）が開設。
- 1995年（平成7年）10月31日：プラザ掛洞オープン
- 1997年（平成9年）1月：入館者数が10万人突破
- 2001年（平成13年）11月：入館者数が50万人突破
- 2006年（平成18年）4月：指定管理者制度導入。

## 休館日、開館時間
- 休館日：毎週月曜日（月曜日が休日の場合はその翌日、7月21日〜8月31日は無休）、年末年始（12月31日〜1月5日）

室内温水プール
- 平日 13:00〜21:00
- 土曜日 10:00〜21:00
- 日曜日・祝日 10:00〜18:00

※但し、7月21日〜8月31日は10:00〜21:00
- 浴場 10:00〜21:00
- 会議室 10:00〜21:00

## 使用料
プール、浴場各々の利用に下記に料金が必要。
- 幼児（3歳児未満） 無料
- 中学生以下 200円
- 一般 400円
- 70歳以上 200円

特記
- プールと浴場を同日利用する場合は、後で利用の施設は半額。
- 毎月第3日曜日（家庭の日）は、中学生以下無料。

## 概要
- 住所：〒501-1185 岐阜県岐阜市奥1丁目104番地

岐阜市西北部の山間地に立地している。
- 駐車場：無料

## 施設周辺
- 掛洞プラント
- リサイクルまんが館

## その他
岐阜市が設置している市民プールとして「南部市民プール」（岐阜市南鶉）、「本荘市民プール」（岐阜市寿町）、「北部市民プール」（岐阜市正木）がある。これらのプールは夏季のみ開設。